# Sänaleg
Sänaleg (སད་ན་ལེགས།), též Thide Songcän, byl pravděpodobně mezi lety 799–815 tibetským králem. Byl jedním ze synů krále Thisong Decäna a trůnu se chopil poté, co z dosud ne zcela jasných příčin ukončil svou vládu jeho bratr Mune Cänpo.
V době, kdy se chopil vlády, byl ještě mlád, proto spolu s ním vládli čtyři ministři. Za Sänalega Tibetská říše podnikala dobyvačné výpravy, a to zejména na západní území, která byla v držení Arabů. Podle muslimských záznamů Tibeťané dokonce měli obsadit hlavní město Transoxánie – Samarkand.